# Municipio de Crawford (condado de Washington, Iowa)
El municipio de Crawford (en inglés: Crawford Township) es un municipio ubicado en el condado de Washington en el estado estadounidense de Iowa. En el año 2010 tenía una población de 595 habitantes y una densidad poblacional de 6,36 personas por km².

## Geografía
El municipio de Crawford se encuentra ubicado en las coordenadas 41°12′24″N 91°32′30″O / 41.20667, -91.54167. Según la Oficina del Censo de los Estados Unidos, el municipio tiene una superficie total de 93.51 km², de la cual 93,36 km² corresponden a tierra firme y (0,17 %) 0,16 km² es agua.

## Demografía
Según el censo de 2010, había 595 personas residiendo en el municipio de Crawford. La densidad de población era de 6,36 hab./km². De los 595 habitantes, el municipio de Crawford estaba compuesto por el 95,29 % blancos, el 0,84 % eran afroamericanos, el 0,5 % eran amerindios, el 0,5 % eran asiáticos, el 1,68 % eran de otras razas y el 1,18 % eran de una mezcla de razas. Del total de la población el 5,71 % eran hispanos o latinos de cualquier raza.